# ヴィンターベルク
ヴィンターベルク（ドイツ語: Winterberg, ドイツ語発音: [ˈvɪntɐbɛrk]）は、ドイツ連邦共和国ノルトライン＝ヴェストファーレン州アルンスベルク行政管区のホーホザウアーラント郡に属する市である。
ロタール山地内に位置するこの小都市は、ボブスレーおよびリュージュ競技のワールドカップ開催地として、またウィンタースポーツの街として国際的に知られる。

## 地理

### 位置
ヴィンターベルクはロタール山地の北東部、ホーホザウアーラントのヴィンターベルガー高地（ヴィーターベルガー高層湿原とも呼ばれる）の海抜670メートル（ヴィンターベルクトンネルの上の内市街の高度）に位置する。ドルトムントの南東80キロメートル、カッセルの西南西70キロメートルにあたる（ともに直線距離）。この街は、北のオルスベルク、東のメシェデ、南南東のハレンベルク、西のシュマレンベルクの間に位置する。

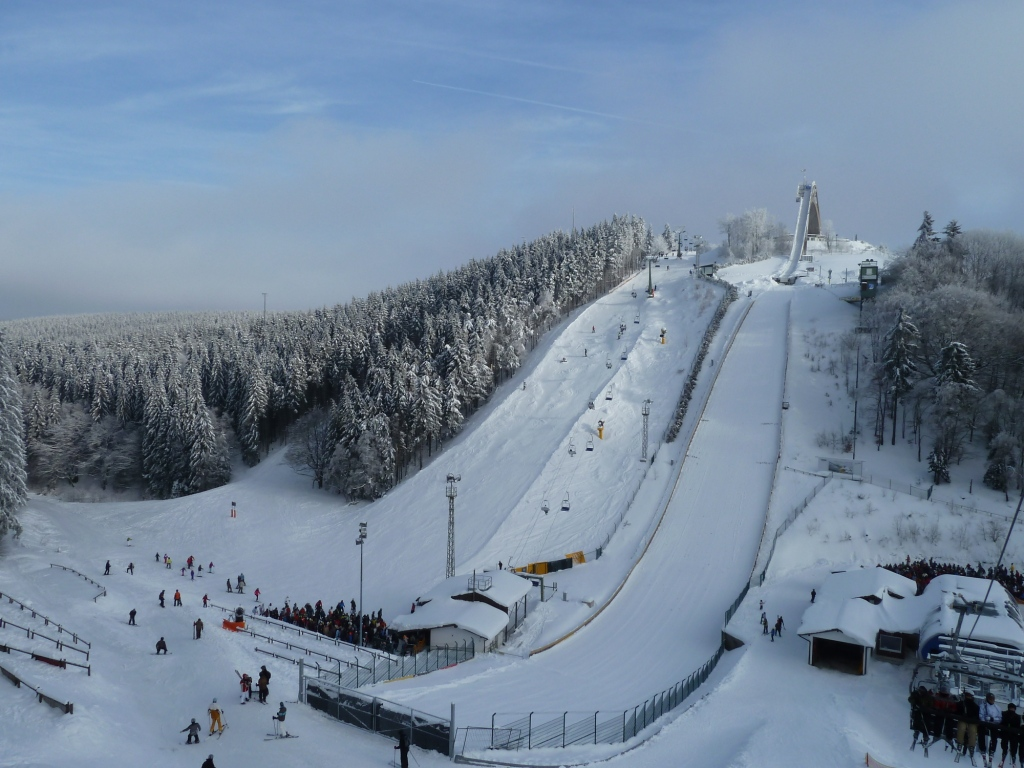
スキーリフトカルッセル・ヴィンターベルク

ヴィンターベルク中核市区は、カーラー・アストン（841.9メートル）北東の近い場所に位置する。この山からはたとえば、レネ川などが湧出する。また、ポッペンベルク（745.8メートル）、ブレムベルク（約800メートル）、ヘルロー（732.9メートル）、カッペ（776メートル）の麓にあたる。これらの山にはスキー場「スキーリフトカルッセル・ヴィンターベルク」が設けられている。ドゥーメル（720.1メートル） の南近くに位置する旧市街を持つ中核市区はやや離れているものの、以下の山々の間にあたる: 北のルールコプフ（695.7メートル）、南東方向のメルベッケ（722.9メートル）、ホーエ・ザイテ（752.5メートル）、ボラーベルク（757.7メートル）。ヴィンターベルク市の最低地点は、ジートリングハウゼン地区の北に位置するネーガータールの414.5メートル地点である。
ヴィンターベルクを遊歩道ロタールシュタイクが、市の西部をカーラー・アストン越えの欧州広域遊歩道 E1号線が通っている。
ヴィンターベルクは、ライン＝ヴェーザー分水帯が通る中低山地の尾根上にある。この分水帯は、わずかな区間ではあるが、ヴィンターベルク市内を通っている。中核市区の北北西近くで湧出したナーメンローゼ川はネーガー川とルール川を経由してライン川に注ぐが、旧市街の東北東近くで湧出したヘレ川はオルケ川、エーダー川、フルダ川を経てヴェーザー川に流れ込む。ヴィンターベルク中核市区近辺を流れる川には、ナーメンローゼ川支流のビューレ川、ヌーネ川とその支流ゾネボルン川、ルール川支流のレメッケ川がある。

### 地質学
アステン地区は、ライン・シーファー山地の北の張り出し部に属しており、デボン紀初期から中期の粘板岩や、珪岩を含む硬砂岩からなる。たとえば、カーラー・アストンは両岩石種の大きなブロックで形成されている。石炭紀の終わりごろに、横からの圧力で褶曲した。これにより泥岩の辺理が起こり、亀裂が生じた。地殻の圧力によってデボン紀初期の古い地層が元の位置から垂直方向に約45度傾いた。これは、ヘレ広場から約300メートル南のヴェッツシュタインをはじめとする採石場で見ることができる。ヴェッツシュタインでは、背斜の様子が見られる。現在の地質学上の姿は、主に礫や砂と水とによって形成された。侵食作用によって、硬い岩にはヘレ川、オルケ川、ヌーネ川のような急峻で深い谷が形成され、より柔らかい場所ではルール川やナーメンローゼ川のような緩やかで幅の広い谷が形成された。

### 市域の広がり
中核市区の面積は48.07 km2、ジートリングハウゼンは23.84 km2、チュッシェンが22.78 km2、ニーダースフェルトが15.17 km2、グレーネバッハが9.49 km2、エルケリングハウゼンが5.80 km2、ヒルトフェルトが4.92 km2、アルトアステンベルクが3.54 km2、ジルバッハが2.47 km2である。残りがヘーエンデルファー・ノイアステンベルク、ランゲヴィーゼ、レネプレッツェ、モルザイフェン、ホーエライエおよびアルテンフェルトである。

ヴィンターベルク地区図

### 隣接する市町村
ホーホザウアーラント郡で隣接する市は、北のオルスベルク（約20キロメートル）、東のメーデバッハ（約15キロメートル）、南東のハレンベルク（約15キロメートル）、西のシュマレンベルク（約26キロメートル）である。他の郡の市では、北東はヘッセン州ヴァルデック＝フランケンベルク郡のヴィリンゲン (ウプラント)、南はノルトライン＝ヴェストファーレン州ジーゲン＝ヴィトゲンシュタイン郡のバート・ベルレブルクと境を接している。

### 市の構成
1975年の市町村再編以後、ヴィンターベルク市は以下の市区からなる。
| - アルトアステンベルク - アルテンフェルト - エルケリングハウゼン - グレーネバッハ - ヒルトフェルト - ホーエライエ - ランゲヴィーゼ - レネプレッツェ | - モルザイフェン - ノイアステンベルク - ニーダースフェルト - ジートリングハウゼン - ジルバッハ - ヴィンターベルク - チュッシェン |

### 気候
高地にあることがヴィンターベルクの気候に大きな影響を与えている。比較的痩せた粘板岩の土壌と、荒れた降水量の多い気候は農業の大きな妨げとなった。高所にあるため、生育期間は短い。800メートルの地点では年間100日程度である。生育途中のカラスムギが初雪に覆われてしまうことも珍しくない。
この街の気候が他の集落とどれほど極端に異なっているかは、早くも1911年の研究で明らかにされている。ヴィンターベルク（アルトアステンベルク）では年間平均65.8日降雪があったが、アルンスベルクの降雪日数は38.6日、ミュンスターでは29.4日であった。1911年は、アルトアステンベルクでは108日間積雪が観測されたが、アルンスベルクでは44日、ミュンスターでは31日だけであった。積雪の高さも同様で、1911年2月の平均はアルトアステンベルクで102センチメートルであったのに対して、アルンスベルクでは32センチメートルであった。
1950年ごろ、ヴィンタースベルガー高地では西風や北西風が強く、年間200日、1,400ミリメートルの降水があり、年間通して低気温であった。その平均気温は約 5度であった。平均72日の降雪があり、積雪は108日間残留する。最大の雪の深さは70-80センチメートルである。
| ヴィンターベルクの気候 | ヴィンターベルクの気候 | ヴィンターベルクの気候 | ヴィンターベルクの気候 | ヴィンターベルクの気候 | ヴィンターベルクの気候 | ヴィンターベルクの気候 | ヴィンターベルクの気候 | ヴィンターベルクの気候 | ヴィンターベルクの気候 | ヴィンターベルクの気候 | ヴィンターベルクの気候 | ヴィンターベルクの気候 | ヴィンターベルクの気候 |
| 月                     | 1月                    | 2月                    | 3月                    | 4月                    | 5月                    | 6月                    | 7月                    | 8月                    | 9月                    | 10月                   | 11月                   | 12月                   | 年                     |
| ---------------------- | ---------------------- | ---------------------- | ---------------------- | ---------------------- | ---------------------- | ---------------------- | ---------------------- | ---------------------- | ---------------------- | ---------------------- | ---------------------- | ---------------------- | ---------------------- |
| 平均最高気温 °C （°F） | 0.0 (32)               | 1.0 (33.8)             | 3.9 (39)               | 8.4 (47.1)             | 13.5 (56.3)            | 16.5 (61.7)            | 18.0 (64.4)            | 17.9 (64.2)            | 14.9 (58.8)            | 10.5 (50.9)            | 4.3 (39.7)             | 1.3 (34.3)             | 9.18 (48.52)           |
| 日平均気温 °C （°F）   | −2.0 (28.4)            | −1.6 (29.1)            | 0.9 (33.6)             | 4.5 (40.1)             | 9.2 (48.6)             | 12.1 (53.8)            | 13.8 (56.8)            | 13.6 (56.5)            | 10.8 (51.4)            | 7.0 (44.6)             | 2.0 (35.6)             | −0.9 (30.4)            | 5.78 (42.41)           |
| 平均最低気温 °C （°F） | −4.2 (24.4)            | −4.1 (24.6)            | −1.8 (28.8)            | 0.9 (33.6)             | 5.1 (41.2)             | 8.1 (46.6)             | 9.8 (49.6)             | 9.9 (49.8)             | 7.6 (45.7)             | 4.4 (39.9)             | −0.1 (31.8)            | −3.0 (26.6)            | 2.72 (36.88)           |
| 降水量 mm （inch）     | 140.2 (5.52)           | 96.1 (3.783)           | 115.3 (4.539)          | 93.0 (3.661)           | 97.6 (3.843)           | 114.4 (4.504)          | 119.0 (4.685)          | 96.2 (3.787)           | 96.1 (3.783)           | 104.7 (4.122)          | 136.5 (5.374)          | 151.2 (5.953)          | 1,360.3 (53.554)       |
| 出典：ドイツ気象庁     |                        |                        |                        |                        |                        |                        |                        |                        |                        |                        |                        |                        |                        |

1996年の降雪日数は44日、2月の最大降雪量は59センチメートルであった。年間の降水日数は161日、降水量は992ミリメートルであった。これは30年間の平均 1,360ミリメートルよりもかなり少なかった。年間平均気温は、30年間の平均が5.9度であったのに対して、この年は4.8度であった。この年には真夏日がなく、夏日が6日、冬日が131日、真冬日が84日あった。雷雨の日が17日、風力6の強い風 (10.8 m/s - 13.8 m/s) の日が25日記録されているが、風力8の猛烈な風 (17.2 m/s - 20.7 m/s) は記録されていない。日照時間は30年の平均が1,341.0時間あったのに対して、1,422.3時間であった。

## 歴史

### 中世

#### 市の成立
ヴィンターベルク市の成立史は、1240年ごろにまで遡る。都市権はおそらくケルン大司教コンラート・フォン・ホーホシュターデン（在位: 1238年 - 1261年）によって授与された。ヴェストファーレン元帥府の財産目録によれば、アルノルト・フォン・ホーホシュターデン元帥が初めて計画的な防衛施設を有する都市建設を開始した。ほぼ同じ頃に近隣のハレンベルクが建設された。あるいはシュマレンベルクの建設も同時期の可能性がある。ヴィンターベルク市の創設は、おそらく、キュステルベルクの修道院と共同で行われた。1276年の文書には、この街に対する権利は大司教と修道院との間で調整されていたことが記されている。この文書にはヴィンターベルクの教会に関する記述がある。この先代の教会はおそらく1225年頃に建設されたものである。
1299年に初めて、そしてどうやら16世紀になるまで唯一、ケルン大司教がヴィンターベルク市を訪れた。時を同じくして1300年頃に市長について初めて言及されている（"proconsul" および "consules"）のは偶然ではないだろう。
14世紀にヴィンターベルクは防衛のために周辺都市と何度も同盟を締結している（たとえば、1300年、1333年、1350年、1370年）。この同盟からしだいにアムトベツィルク・メーデバッハ（地方行政組織）が形成されていった。
都市防衛施設は、14世紀には極めて限定的な防衛であったようだ。1321年にヴァルデック伯がこの街を占領した。1357年頃、ケルン大司教ヴィルヘルム・フォン・ゲネプと戦っていたゴットフリート4世フォン・アルンスベルクによってヴィンターベルクは破壊された。復興のために大司教は当初10年間税を免除した。この免税措置は1370年と1374年にそれぞれ5年間ずつ延期された。この頃に市はハレンベルクと同等の都市権を獲得した。
ハンザ同盟の時代（13世紀から17世紀）には、ヴィンターベルクはハンザ都市となった。この街はハイデンシュトラーセ（ケルン - カッセルを結ぶ街道）と軍用道路フランクフルト - ゾースト線との交差点に位置していた。農業に不向きな立地であることから、商業がこの街の生活基盤の役割を果たしていた。領邦防衛のシステムがこの街の防衛に利用されていた。

#### 中世後期の廃村形成
1350年から1500年までの間頃に周辺の集落ヴェルンスドルフ、メルレハイム、ハールフェルト、ギュニングハウゼン、エルケリングハウゼンが住民から見放された。彼らはヴィンターベルクに移り住んだが、古い耕牧地の所有権は保持したままであった。これは、大部分がヴィンターベルク住民で結成された、古い集落名を冠したマルケンゲノッセンシャフト（地域共同体）の形成に表れている。古い集落を放棄した理由はおそらく、当時時折流行したペストによるものだが、この時代にしばしば起こったフェーデに際して敵の侵略に対してより防御の堅い都市へ避難したためでもある。この頃にはおそらく、アムト・メーデバッハには、ヴィンターベルク、ハレンベルク、シュマレンベルク、メーデバッハといった都市だけがあり、周辺村落は完全に放棄されていた。ヴィンターベルク地域の廃村では、エルケリングハウゼンだけが16世紀に再興された。

### 近世

#### 三十年戦争終戦まで（1500年 - 1650年）

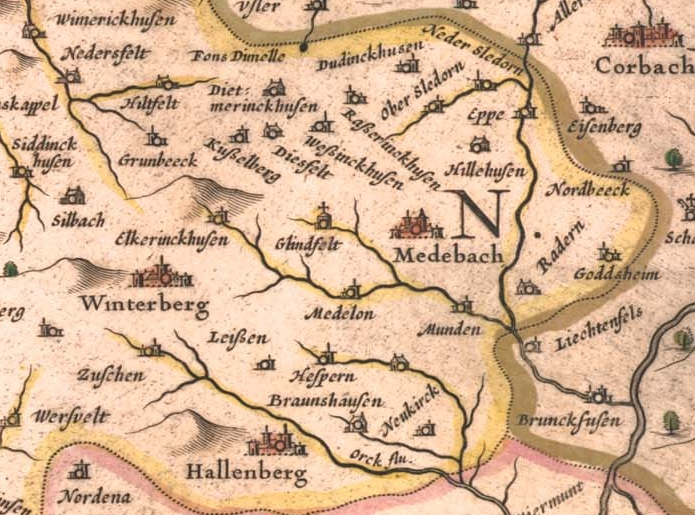
1645年のヴィンターベルク周辺地図

土地を取得することで、ヴィンタースベルクの面積は著しく拡大した。近隣の都市も同じように発展した。最も大きく発展したのは、荒廃した周辺集落を合併したブリーロンであった。遅くとも16世紀の初めまでにヴィンターベルクはアステンベルク地域にまでその版図を広げた。これによりヴィンターベルクは、隣のノルデナウ村の権利を巡ってヴァルデック伯と衝突した。南西部ではこの街が主張する領域は、ヴィトゲンシュタイン伯領と重なっていた。この両者との争いは18世紀末まで継続した。ヴィトゲンシュタインとは、1783年に紛争地域を分割する協定を締結した。
三十年戦争では1634年に隣町のメーデバッハがヘッセン軍に破壊され、ハレンベルクはニーダートーアが破壊されて防御が無力化された。両市は、軍税、食糧提供、略奪、強盗、殺害に苦しめられた。さらにペストも流行した。両市はこれらにより多くの住民を失った。ヴィンターベルク市は、1622年から様々な軍勢の度重なる宿営にもかかわらず、両市のような運命をおおむね免れた。1638年/1639年に新しいオルガンを240ライヒスターラーで購入したことが、この時期の大きなできごとであった。これは、1640年頃のこの街に対する包囲戦の誘因となった、と口承で伝えられている。この時ヴィンターベルクの防御は、攻撃側のヘッセンとスウェーデンから街を護り抜くことに成功した。

#### 魔女狩り

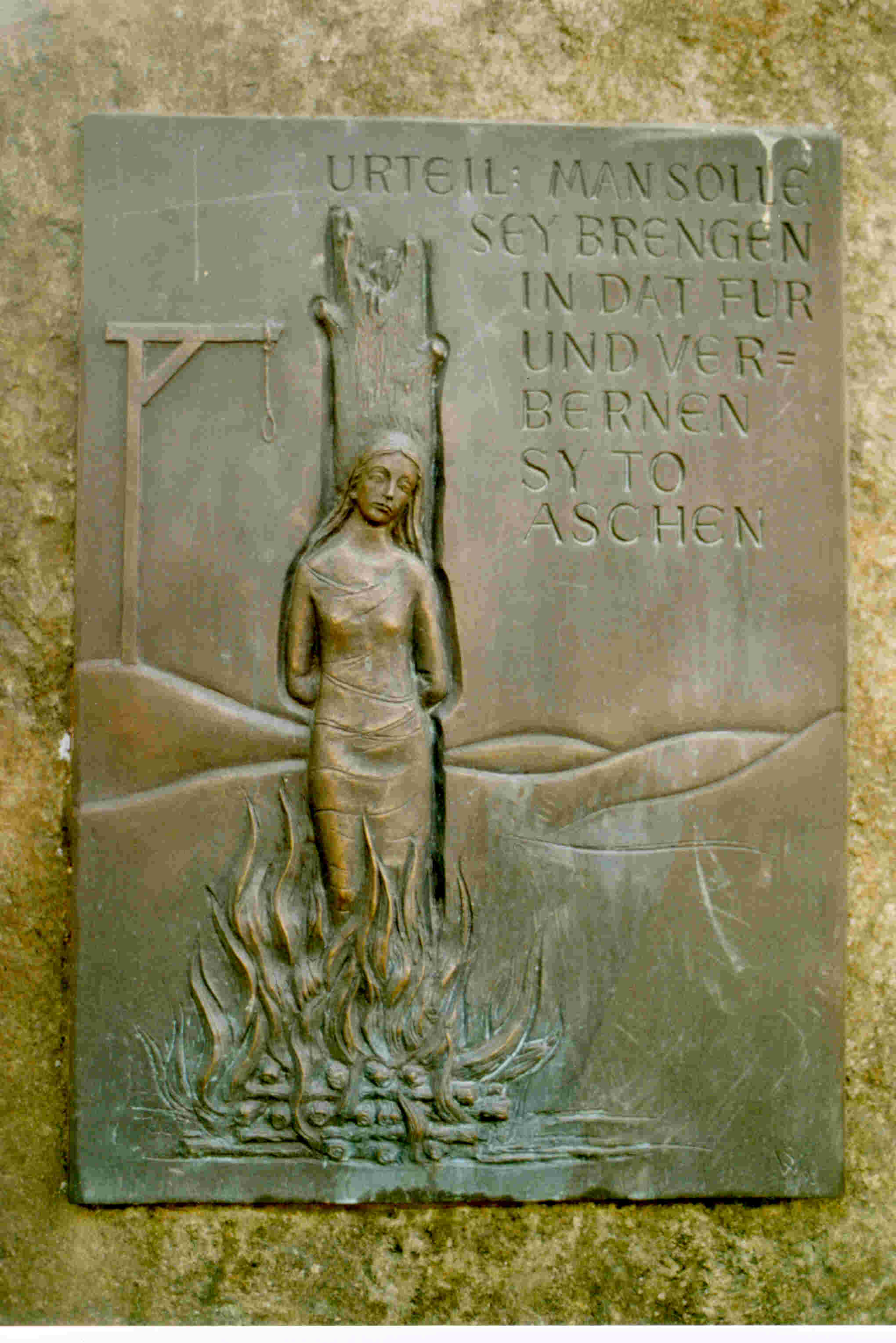
ヴィンターベルク市庁舎の魔女狩り記念碑

ヴェストファーレン公領の他の街と同じように、ヴィンターベルクでも16世紀から18世紀まで魔女狩りや処刑が行われていた。文献が非常に劣悪であるため精確な数は不明である。魔女裁判が1523年、おそらく1562年、1629年、最後は1728年に行われたことは証明されている。1993年11月19日、重罪裁判所があった場所であるビュルガー・シュタットハウス前に16世紀の魔女狩りの犠牲者を悼む場が完成した。これによりヴィンターベルクは、ドイツで最初に魔女狩りの犠牲者の名誉を回復した街となった。この追悼の場には、彫刻家ハンス・ゾマーによって制作された絞首台を象徴するブロンズのレリーフと以下のテキストを刻んだプレートが設けられている: 「1523年に魔女として有罪判決を受け、ヴィンターベルクの刑場で火刑に処されたヴィンターベルクの6人の女性を追悼する。これは『ヴィンターベルガー・ハルスゲリヒツ』の判例によれば、記録が遺されているヴェストファーレンで最初の魔女裁判であった。」

#### 三十年戦争終戦から選帝侯領の終焉まで（1650年 - 1802年）
1652年に市は、ギュニングハウゼンに位置するツェーント（十分の一税管区）を購入した。これは、この街が戦争によって大きな被害を受けず切り抜けたことを示すもう一つの証拠である。
この頃、ヴィンターベルクはルイ14世の度重なる戦争によって救われたように見える。重大な例外がオランダとの戦争（1672年 - 1675年）であった。この戦争では、この地域は行軍のルートとなった。ペストの流行が飢餓や住民減少を招いた。本市には、1664年に 108人の住民がいたが、1685年の人口は 94人となった。
これに続く戦争のない時代に、ヴィンターベルクは繁栄した都市に発展を遂げた。これに伴い職業が細分化され、かなりの人口増加が起こった。それが明白なのが1717年の徴税簿（人口157人）である。人口は、1759年には少なくとも180人以上にまで増加し、長年の最高値に達した。
経済的発展は、近隣の貴族の所領を購入したり、賃貸したりといった努力によって成し遂げられた。市長のヤーコプ・メルヒェンは、1688年にエルケリングハウゼン邸およびその所領を賃借した。これらは当時ヴァルデック侯領の貴族家ボウルシャイト・ツー・ノルデンベック家が所有していた。1718年には、ヴィンターベルクの3人の市民、ハインリヒ・メルヒェン、ハインリヒ・シュミット、ローレンツ・ダイメルが共同でエルケリングハウゼン邸を使用した。貴族の所領は、市が利用できないばかりでなく、ひどい場合には競合相手や脅威になる可能性があった。このため、1734年に市長ローレンツ・ダイメルは、紛争相手となっていた貴族の所領を含む隣村のチュッシェンを3000ライヒスターラーで買収した。
従って、市長ローレンツ・ダイメルがほぼ同じ頃にエルケリングハウゼン邸を取り壊したのも偶然ではない。これに対してノルデンベック家の管財人は1734年に苦情を訴えた。エルケリングハウゼンでの事情調査と所有権の確認のために、ボウルシャイト家はケルン選帝侯に委員会を設置するよう請願した。その結果は明らかでないが、市長ダイメルは妨げられることなく貴族家の所領を占有し続けた。1735年に開始された十分の一税登録簿によって、18世紀中この賃借が持続していたことが裏付けられている。
七年戦争では、ヴェストファーレン公領やヴィンターベルク市は行軍や軍税に苦しめられた。不幸にも1759年に大火によって全市が完全に破壊された。それにもかかわらず、この年のうちに最初の家屋が再建された。2年後には火災前にあった建物の 1/3が、5年後には 2/3が再建された。
1791年、街は再び焼失した。今度は7件の家屋とブルワリー、ポンプ小屋、2棟のパン焼き小屋が焼け残った。また、1778年に創設されたヴェストファーレン火災組合から支払いがなされた。古い市壁は取り壊され、その石材は家や教会を新築するのに転用された。新しい都市構想では、火災の危険性を緩和するために、広い通りが設けられた。2年後には、1791年に存在していた建物の約 2/3が復興されていた。

#### ナポレオン戦争
フランス革命によって、この街の不幸な時代が始まった。1802年にヘッセン軍がヴェストファーレン公領を占領した。9月8日にヘッセン軍が銃を携行して街を行軍した。1816年にプロイセンが公領を占領するまで、市民は徐々に古い権利を奪われていった。統治範囲全域の組織の均一化を根拠に、フランスの庇護の下、ヘッセン＝ダルムシュタット方伯は中央集権国家として絶対君主制を確立し始めた。
1804年、若い男性に対して10年間の兵役の義務が課された。これを執行するために、ヘッセンは20人の実務部隊をこの街に移した。1806年に都市の行政組織が解体され、領邦政府に対する発言権は奪われた。1811年には古い都市自治権を喪失した。
中央政府が地方の重要でない事項に対してどれほど干渉したかは、湿地に石を敷き詰めよと言う命令に表れている。地方の事情を考慮せずに、農耕にあまり役に立たない計量所の建設が命ぜられた。これに対して、学校の新設に関する市当局の活動は一顧だにされなかった。多くの命令は領主の収入を上げることのみに終始し、住民が苦しんでいる事への配慮はなかった。1808年と1809年の2冊の徴税簿には、地税の値上げが記録されている。
ダルムシュタットの領主が従属していたナポレオンの絶え間ない戦争によって、税負担はさらに圧力を増した。1814年、多くの兵の宿営と軍税によって住民はさらに貧しくなっていった。1815年10月、ある住民が税を滞納して払うことができない、あるいは払うつもりがないと表明した際には、かまどを差し押さえると脅迫し、納税を迫った。これらは、1805年以降の議会議事録やヨーゼフ・クヴィック司祭の19世紀前半の市の年代記から知ることができる。

#### プロイセン時代
プロイセンの統治は1816年の飢饉の年に始まった。この状況で新たな統治者は「オストゼー＝コルン」やプロイセン東部の州からの穀物を、新たな領土となった西部の州に輸送し、飢餓を緩和した。初めは市町村法での変更はなかった。ヴィンターベルクは当初メーデバッハ郡に属したが、1819年にブリーロン郡に編入された。1826年にヴィンターベルク、エルケリングハウゼン、グレーネバッハ、ヒルトフェルト、ニーダースフェルト、ジルバッハ、アルトアステンベルク、レネプレッツェからヴィンターベルク市長管区 (ドイツ語: Bürgermeisterbezirk) が形成された。その管区長は州議会によって指名された。1836年、改訂されたヴェストファーレン市町村法に基づき、市長と参事会（3人の会員で形成された）について最初の選挙が行われた。これにより1811年以降初めて地方選挙が再開された。1837年に州議会選挙が行われ、選出された議員が職に就いた。ヴィンターベルクは、市長管区から分離され、残りの町村によってアムト・ニーダーフェルトが形成された。1848年革命の際、この街では暴動が起こらなかった。口伝によれば、市長は一旦街を離れたものの、すぐに戻ることができた。

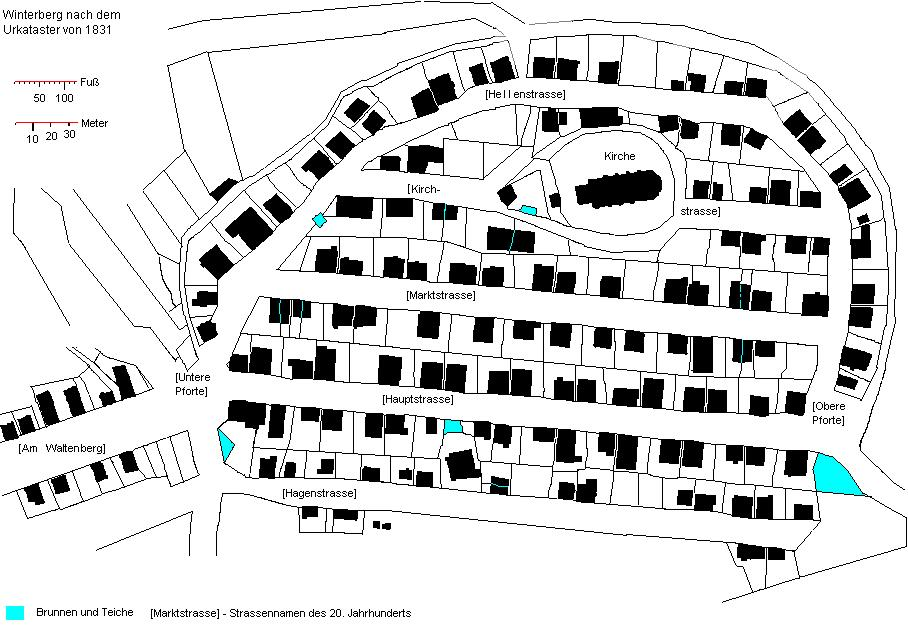
1831年の土地登記簿による旧市街地図

1815年のナポレオン戦争終結から1945年の第二次世界大戦終結までの間、この街は戦争の直接的な被害を免れた。プロイセン統治下の19世紀は、ヴィンターベルクにとっておおむね平和で、徐々に発展していった時代であった。これは、七年戦争やナポレオン戦争の時代のすべての負債を帳消しにすることに寄与した。1842年からこの街の負債はなくなった。
1824年と1825年にそれぞれ医師と薬局がこの街に開業した。この頃に道路建設が完成した。1833年にニーダーフェルトへ（ルール通り）、1835年にハレンベルクへの区間が完成した。これによって、一方ではミュンスターやアルンスベルク、他方ではギーセン、ダルムシュタット、フランクフルトへの直接的な接続が大きく改善された。1848年にノイアステンベルクやさらにはベルレブルク方面への道路建設が始まった。1857年に貯蓄銀行が設けられた。

### 20世紀
20世紀の初めに地元住民がスキーを受け容れたことが、ヴィンターベルクにおけるウィンタースポーツの興隆に大きく寄与した。
1933年の独裁制の開始は、民主主義と地方自治の終焉やユダヤ人迫害をヴィンターベルクにもたらした。ヴィンターベルクで最初のユダヤ人家族は1672年に確認される。彼らは食肉店や交易を営んでおり、この街では珍しくなかった。ヘッセン政府は1808年にユダヤ人に対して、代々同じ姓を名乗るよう強制した。これ以後、「ヴィンターベルガー」が一般的な名前となった。19世紀にこの家系は多くの分家に分かれ、その多くが成功した商人となった。
1937年ナチスの圧力により、ヴィンターベルガー・火酒および酒類製造会社が売却された。所有者の息子はアメリカに移住したが、両親は第二次世界大戦中にリガとダンツィヒ近郊のシュトゥットホーフ強制収容所で殺害された。繊維業を営んでいた別の家族は、2人の子供がスイスとイギリスに逃れることができた。しかし両親は1943年にアウシュヴィッツに移送された。家族の財産は押収され、競売にかけられた。さらに別の家族、ともにカトリックを信仰するユダヤ人女性と半ユダヤ人のその娘は、1944年に強制労働収容所に送致され、戦争と戦後を生き延びた。生き延びたユダヤ人「ヴィンターベルガー」は一人も戻ってこなかった。ユダヤ人墓地は、ほとんど隠さるようにして中核市区にある。
1944年9月23日の連合国軍爆撃機による駅周辺地区への16発の爆弾投下が、この街に被害を及ぼした第二次世界大戦最初の直接的影響であった。1944年11月18日に国防軍は国民学校を接収し、野戦病院を設けた。1月から戦争終結まで、この街ではほぼ毎日、敵機襲来を知らせる空襲警報が発令された。鉄道のトンネルは、住民たちの重要な防空壕となった。しかし、空襲は希であった。1945年3月21日、レックリングハウゼンからの600人の子供の列に対する低空飛行の攻撃で、4人の児童と2人の教員が死亡した。16人の重傷者は市の病院に運ばれた。死者は市立墓地の共同墓に葬られた。3月29日（聖木曜日）の朝にアメリカ軍が南からハレンベルクに到達し、国民突撃隊が防衛のために召集された。3月30日（聖金曜日）の昼に低空飛行の攻撃がなされ、死傷者が出た。翌日、低空飛行の飛行機と戦車からの射撃があり、火災が生じた。復活祭の日曜日にあたる4月1日にアメリカ砲兵隊による市への砲撃が始まった。時には2000人が逃げ込んだとされる鉄道トンネル内で、3人の聖職者がミサを挙行した。この日、カトリックの司祭が砲撃によって死亡した。復活祭の月曜日にヴィンターベルク周辺で地上戦が始まった。特にチュッシェン方面と「ウンタテレ・プフォルテ」周辺では激しい戦闘が行われた。ドイツ兵だけで200人の死傷者が出た。アメリカ軍は最終的にこの街の大部分を占領した。このためドイツの砲撃隊はヴィンターベルクを砲撃した。幸いにもアメリカ軍司令官エーワルドとドイツ軍医との間で一時的な停戦交渉が進められた。4月4日、ドイツ軍は、戦闘を行わずに約1500 m 後退することに同意した。これによりこの街はさらなる破壊を免れ、数多くの負傷者がクアハウスやホテルで救命処置を受けた。4月6日に、すきま風が入り、湿気の高いトンネルから退出するよう命令が出され、これによりジフテリアや猩紅熱の流行を阻止することができた。5月19日、ソヴィエト捕虜に営林官が殺害された。1945年6月にイギリス軍がアメリカ軍と交替し、ヴィンターベルクはイギリス管理地区に属すこととなった。不発弾の爆発によって、1945年に5人、1946年に3人が死亡した。第二次世界大戦では、167人のヴィンターベルク住民が前線の国防軍兵士として死亡した。その大部分が東部戦線で、または捕虜となって死亡した。この他に16人の市民が命を落とした。

### 市町村合併
1975年1月1日、市町村再編に伴って、当時のヴィンターベルク市とアムト・ニーダースフェルトの町村、およびチュッシェン村（旧アムト・ハレンベルク）、ジートリングハウゼン村（旧アムト・ビッゲ）アルテンフェルト村（旧メシェデ郡アムト・フレーデブルクのベーデフェルト＝ラント町の一部）、さらにそれまでヴィトゲンシュタイン郡に属していたヘーエンデルフェルン、ノイアステンベルク、ランゲヴィーゼ、ホーエライエ、モルザイフェンが合併してヴィンターベルク市が形成された。

## 住民

### 宗教

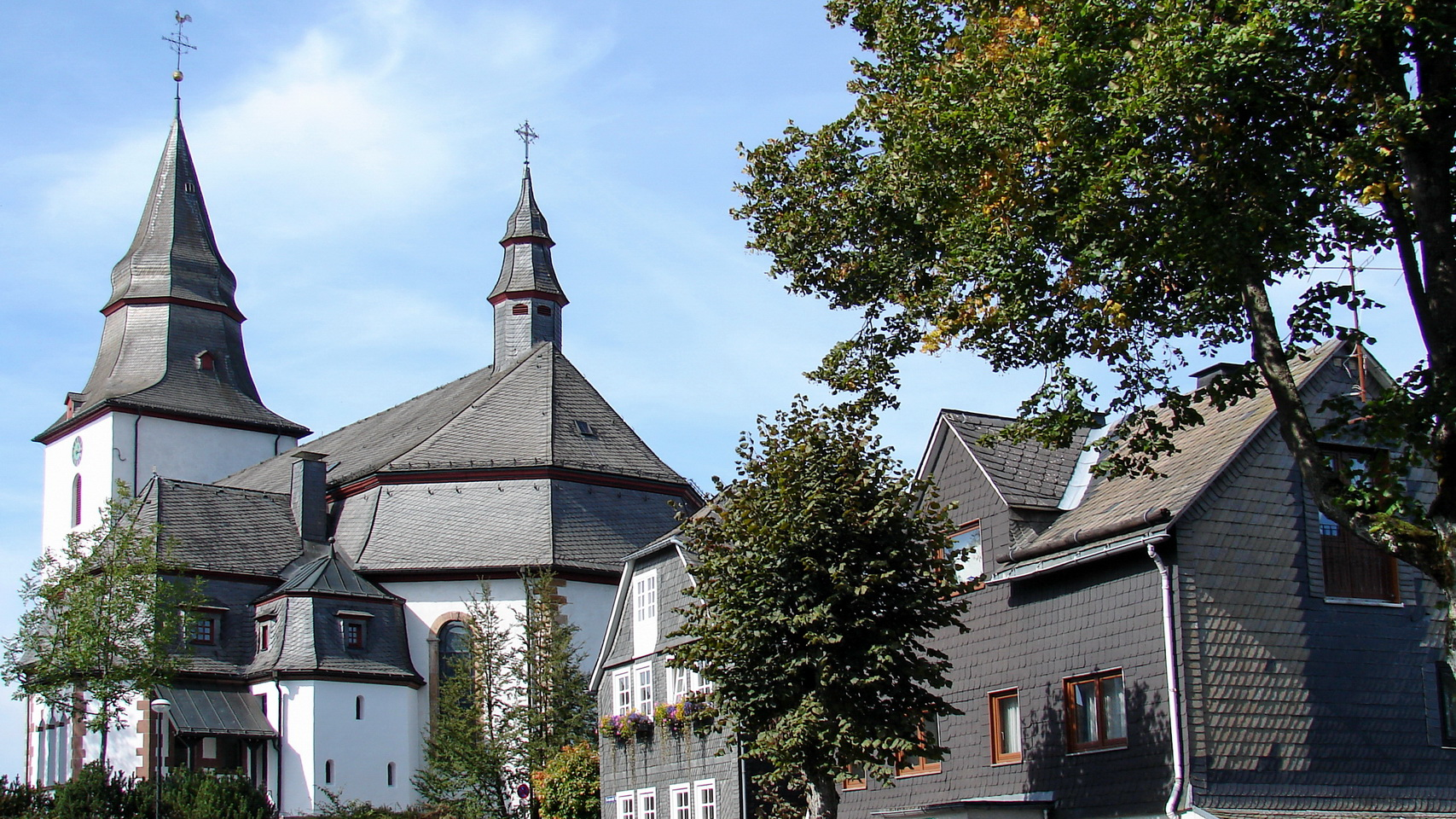
聖ヤコブス教会

昔も今もカトリックが優勢である。選帝侯のヴァルトブルク司厨長時代、1583年にヴィンターベルクは2人の福音主義説教師を受け容れたが、すぐに再び街を去らなければならなかった。1584年に市は新たな領主であるエルンスト・フォン・バイエルンに忠誠を誓い、これ以後カトリックの信仰を堅持した。しかし、選帝侯時代にもプロテスタントを信仰する個人がたびたびこの街に住んでいたことは否定できない。たとえば18世紀のアルトハウス一家や、ヴェッツラー出身の外科医などが挙げられる。ケルン選帝侯時代の終焉後、徐々に、散発的にプロテスタントを信仰する家族が住み着いていった。福音主義の共同体は1925年に固有の教会を持った。第二次世界大戦直後に旧ドイツ東部領土から故郷を逐われた人々によって福音主義信者の比率は大きく増加した。1961年には、住民の 83 % がカトリック、16 % が福音主義、1 % がその他の宗教の信者か無宗教であった。ヴィンターベルクのユダヤ人については既述の通りである。2011年5月9日現在の宗教別人口分布は、カトリック 9,311人、福音主義 1,873人、その他の宗教または無宗教 1,799人である。

## 行政

### 議会
ヴィンターベルク市議会は、32議席からなる。

### 首長
第二次世界大戦終戦後の市長を列記する。
- 1945年 - 1946年　アドルフ・ブリンクマン（委託に基づく）
- 1946年　アルフォンス・レルヒ
- 1946年 - 1954年　ヨハン・ブラウン
- 1954年 - 1956年　ハインリヒ・ヴァーレ
- 1956年 - 1964年　ローレンツ・ダイメル
- 1964年 - 1969年　ヴィリ・ブラウン
- 1969年 - 1972年　ヴィルヘルム・ムラース
- 1972年 - 1975年　ヨーゼフ・シュノールブス (CDU)

1975年市町村再編後の市長は以下の通り
- 1975年 - 1989年　ヨーゼフ・シュノールブス (CDU)
- 1989年 - 1997年　ベルント・ブラウン (CDU)
- 1997年 - 1999年　ハンス＝リヒャルト・キック (CDU) 初代専任市長
- 1999年 - 2020年　ヴェルナー・アイクラー (CDU)
- 2020年 - 　ミヒャエル・ベックマン (CDU)

### 紋章
図柄: 銀地に、赤い胸壁を持ち、クローバー型に開いた門を持つ市壁。3本の赤い塔は尖塔型の屋根を戴き、その間には赤い棹の上に金の十字架が掲げられている。門の中には青い服を身につけた大ヤコブが下辺から表れ、右手に赤い教会、左手に金の巡礼用水筒をつけた金の杖を持っている。
解説: この紋章は、14世紀から使われている印章に基づいている。大ヤコブは教区教会の守護聖人である。1911年まで市には紋章がなかった。公的な認可は1911年7月28日に与えられた。

### 姉妹都市
ヴィンターベルクは以下の都市と姉妹都市協定を締結している
- ル・テュケ＝パリ＝プラージュ（フランス語版、英語版）（フランス、パ＝ド＝カレー県）1966年
- リクサンサール（フランス語版、英語版）（ベルギー、ブラバン・ワロン州）1974年11月2日
- レイッセン＝ホルテン（オランダ語版、英語版）（オランダ、オーファーアイセル州）1989年4月7日
- オーバーホーフ（ドイツ、テューリンゲン州）1990年4月26日

## 文化と見所

### 建造物
ヴィンターベルクの見所としては、聖ヤコブス教会の他に旧市街の数多くの木組み建築がある。旧市街はヴァルテンベルクトンネル完成以後、通り抜け交通の負荷が軽減された。聖ゲオルク＝シャンツェ（スキー・ジャンプ台）も多くの訪問客を惹きつける。ヴィンターベルクの福音主義教会は、見事な教会建築の作例である。
ヴィンターベルクガー・カッペの歴史的なボブハウスは、2009年6月6日に火災で破壊された。1910年に建築家フリッツ・アウグスト・ブロイハウスが設計したこの建物は再建され、ほぼ精確に1年後に新たにオープンした。
- マルクト通り15番地の木組み建築
- ヘレン通り24番地の木組み建築
- 聖ゲオルク＝シャンツェ
- ヴィンターベルクの福音主義教会

### 公園
旧市街の北にクアパーク「イン・デア・ヘレ」がある。ここでは、夏にはミニゴルフを楽しむことができる。冬には、内市街や駅からすぐに行くことができる、北向きの急斜面を持つ理想的なソリ場である。

### 自然文化財

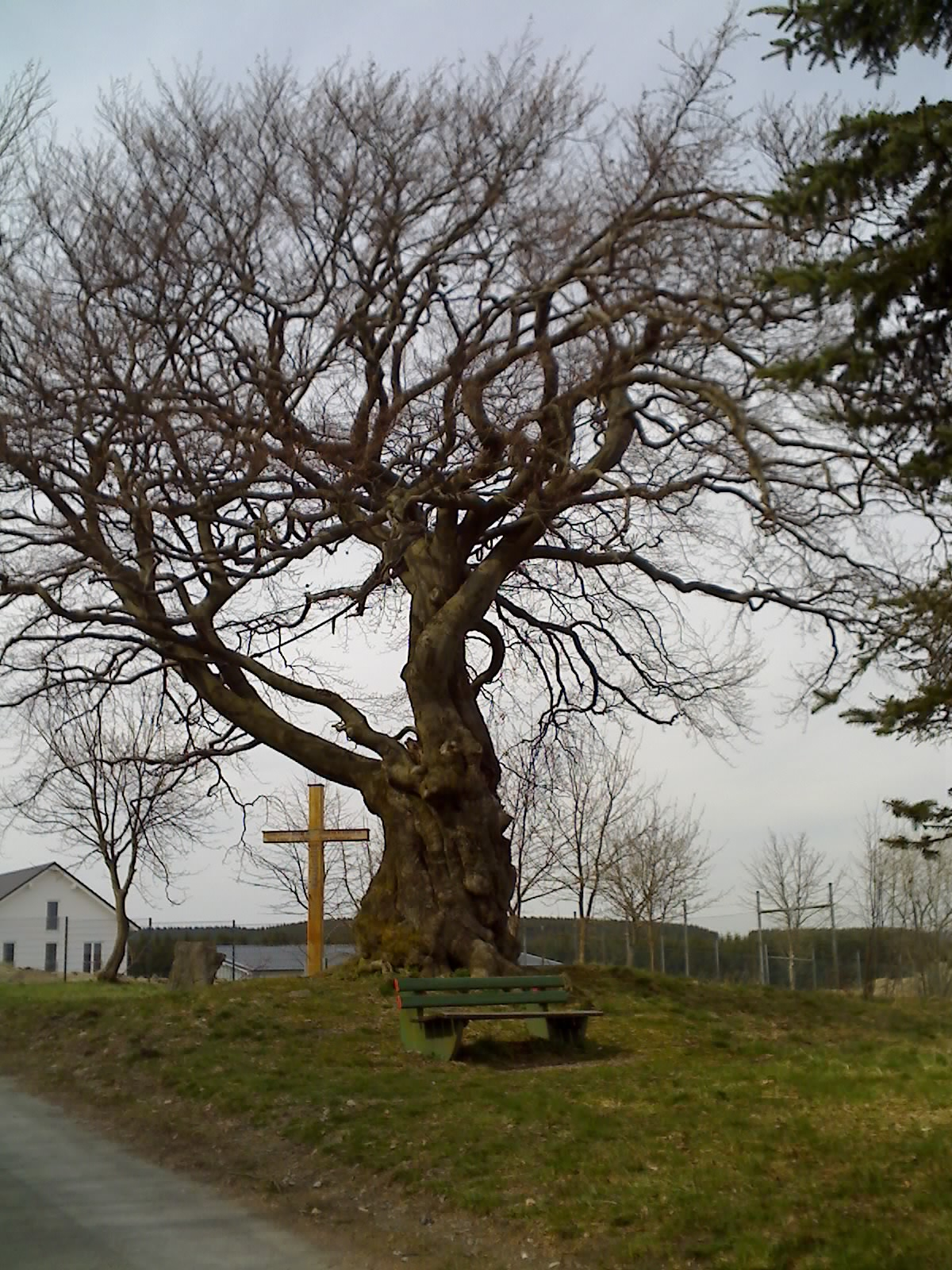
自然文化財に指定されているブナの古木「ラウアー・ブッシュ」

ヴィンターベルク市内には、ザウアーラントで最も高い山の1つであり、有名な山のカーラー・アステンがある。また、ドイツ最大級の川の1つ、ルール川もヴィンターベルク市内で湧出している。ルール川の水源地は大変人気のハイキング地であり、ルール川水源地周辺の様々な遊歩道からはザウアーラントすばらしい景観を望むことができる。内市街から徒歩で20分ほどの産業地区の入り口に、自然文化財として保護されている樹齢約 300年のブナの木「ラウアー・ブッシュ」がある。

### スポーツ
ヴィンターベルク近郊には、広いスキーリフトカルセル・ヴィンターベルク、数多くのスキーリフト、スキー滑走路、ロイペ、スキー・ジャンプ台「聖ゲオルク=シャンツェ」、もう一つの小さなスキージャンプ台、ボブスレーコースがある。市内には2003年からバイクパーク、2006年からパノラマ・エアレプニス・ブリュッケ（直訳: パノラマ体験橋）が設けられている。2010年3月までヴィンターベルクに屋内スケート場があったが、新しいホテル建設のために取り壊された。
この他に市は、2012年4月まで屋内プールを含むヴァルトフライバート（森の屋外プール）を運営していた。50 m プールと息をのむような景観がノルトライン＝ヴェストファーレン州で最も高い場所にある屋外プールの特色であった。2012年5月にこのプールは新しいホテル・オーバーズムの屋内プールに替わった。古くからの屋外プールを保存するために、2012年まで多くのヴィンターベルク市民が発言を行ってきたが、市当局は耳を貸さなかった。新しい屋内プールは2013年5月1日に債務不履行となり、いつの間にか閉鎖された。2014年4月1日からヴィンターベルク市は、25 m の競技プール、上げ底部分を持つ体操用プール、子供プールを含むこのプールの所有者となった。プールは2014年4月12日に再開された。
西ドイツ・ウィンタースポーツ博物館は、地域の博物館である。
- ヴィンターベルクのスキー場。画面奥に聖ゲオルク・シャンツェが見える。
- バイクパーク・ヴィンターベルク
- ボブスレー・コースとパノラマ・エアレプニス・ブリュッケ

#### テレビ・ドキュメント
"Wie der Wintersport ins Sauerland kam"（直訳:「ウィンタースポーツはこうしてザウアーラントにもたらされた」）が、2008年12月12日に WDR で放送された。

### 音楽
- ドラム隊 聖ヤコビ・ヴィンターベルク[36]
- シュタットカペレ・ツェツィーリア・ヴィンターベルク
- ゲシュヴィスター＝ショル＝ギムナジウム・ヴィンターベルク＝メーデバッハのオーケストラ
- シンギング・サークル（合唱団）

### 年中行事
1980年頃から毎年1月または2月にクーレンベルクロイペでシュリッテンフンデレネン（ソリのレース）が開催されている。
復活祭の夜にクロイツベルクでオスターフォイアー（直訳: 復活祭の火、ドイツ語: Osterfeuerが開催される。そのために、ここには昼間に大量の木材が集められ、積み上げられる。数年前までは、カトリックの教区組織によって年に4回パレードが行われていた。聖体の祝日のパレード、昇天の祝日のパレード、野のパレード、教会守護聖人の栄誉を讃えるヤコブス＝パレードである。
伝統的に7月の第3週末に開催されるヴィンターベルクの射撃祭は、数年前から6月に移された。このイベントのクライマックスは土曜日に行われる鳥撃ちと、翌日曜日に教区教会で行われるミサでの射撃隊の入城である。この祭は、市の射撃隊創設にまで遡る。1800年以前は、住民それぞれが市の権利と自由を外敵から護ること、市長や市議会の求めに応じて武器を手にとって政治的任務を果たすことを義務づけられていた。その能力を維持するために、通常毎年、全市民の徴兵検査が行われていた。この時住民は、武器の性能と、射撃の命中度を示さねばならなかった。18世紀以降この行事は徐々に重要性を失ったが、対ナポレオン戦争後、さらにはヴェストファーレン公領のプロイセンへの編入後に古い射撃制度が復活した。ヴィンターベルク射撃団の創設は1825年に遡る。
ケルン選帝侯時代に通常年4回開催されていた歳の市の名残が、8月の第3週末の土曜日から月曜日まで開催されるヴィンターベルガー・マルクトである。これはヴィンターベルガー・キルメスとも呼ばれる。元々月曜日の朝には、家畜市が開催され、地域の牧畜業者が様々な種類の動物を市民に披露して、賞を得ていた。通常9月または10月に様々な団体が伝統的なカルトッフェルブラーテン（直訳: ジャガイモ焼き、ドイツ語: Kartoffelbraten）を行う。これはそれぞれがいくつかのジャガイモを様々な付け合わせとともに持ち寄るものである。子供向けには、スプーンレースや袋競争などの遊びが行われる。

### 名物料理・食材
ヴィンターベルクの人は、どんな料理にも卵を入れるのが好きだと言われる。このため、近隣の住民はこの街の人を「エッガーフリエター」（直訳: 卵喰い）というニックネームで呼ぶ。伝統的な料理はたとえば、シュペック＝プファンクーヒェン（ベーコン・パンケーキ）がある。この他に塩水で茹でた卵も好んで食される。
この他にこの街で普通に行われる特徴的な行事がカルトッフェルブラーテンである。秋のジャガイモ収穫後、地元の人々は周辺の森の山小屋やバーベキュー場にあつまる。熾火の中に採れたての新鮮なジャガイモを投入する。ジャガイモはまだ灼熱の灰で覆われ、数分で程良い具合になったところで取り出される。灰を払い、熱いジャガイモを皮ごと食す。これにはバターやツヴィーベルゲミューゼ（クリーム、塩、コショウとたっぷりのみじん切りタマネギ）が付け合わされる。
この他にヴィンターベルク周辺地域の郷土料理としては、クノッヒェンヴルスト（ソーセージの一種）が挙げられる。

## 経済と社会資本
気候条件が良くないことから、農耕は常に副次的な役割しか担ってこなかった。1800年頃になっても、耕地は6年から8年間休作し、初夏に耕し、翌年堆肥を施して、ジャガイモを植えるという状況であった。その翌年にはライムギが栽培されるようになった。カラスムギは播種した量のわずか3倍、ライムギでも5倍に満たない収穫しかなかった。
これに対して、畜産と林業は長年重要な生活基盤であった。グラーフシャフト修道院は1307年頃にはすでに、ヴィンターベルクの牧草地から一定量のバターを賃借料として徴収していた。この他に牧羊も重要であった。19世紀半ばにおいても、ヴィーメリングハウゼンの羊飼い1人がヴィンターベルク住民のヒツジ約600頭を放牧していた。
これらは20世紀になるまでに放牧協同組合（仮訳、ドイツ語: Hudegenossenschaften）に統合された。これは、ウシやヤギを共通の一人の牧人が共同の牧草地で番をするというものである。1934年には2人の牧人が、ヴィンターベルク住民のために、320頭のウシと130頭のヤギを放牧させていた。1960年代まで1人の牧人が市内の畜舎からウシを集め、牧草地に連れて行っていた。
林業は長年にわたって重要であった。現在も市内の土地の多くを森林が占めている。マルク・ヴェルンスドルフではオーク材が伐り出された。この街の重要な収入源は薪の販売であった。この他に、工業化以前、主要な燃料が石炭になる以前は、ザウアーラント産の木炭は、ジーガーラントやヴァルデック伯領に多く存在した鉄精錬所で大きな需要があった。遅くとも17世紀以降、ヴィンターベルク地域の森で木炭を製造する炭焼き人が存在したことが証明されている。炭焼き人は、ニーダースフェルトやジルバッハなどの近隣の村から集まってきた。森林の大部分は昔からマルク組合（仮訳、ドイツ語: Markengenossenschaften）が所有している。マルク組合は、1962年1月1日にマルク連合ヴィンターベルク（仮訳、ドイツ語: Markenverband Winterberg）に統合された。
18世紀末、同時代の報告によれば、周辺のザウアーラントで作られた鉄製品は、ザウアーラントの行商人によってドイツ全土に流布していた。前世紀まで住民の重要な収入源であった行商は、ウィンタースポーツの普及やそれに伴う観光業の繁栄後も維持されたが、第二次世界大戦によって重要な販売地（特にオランダやドイツ中部および東部）の多くへ行くことができなくなり、衰退した。

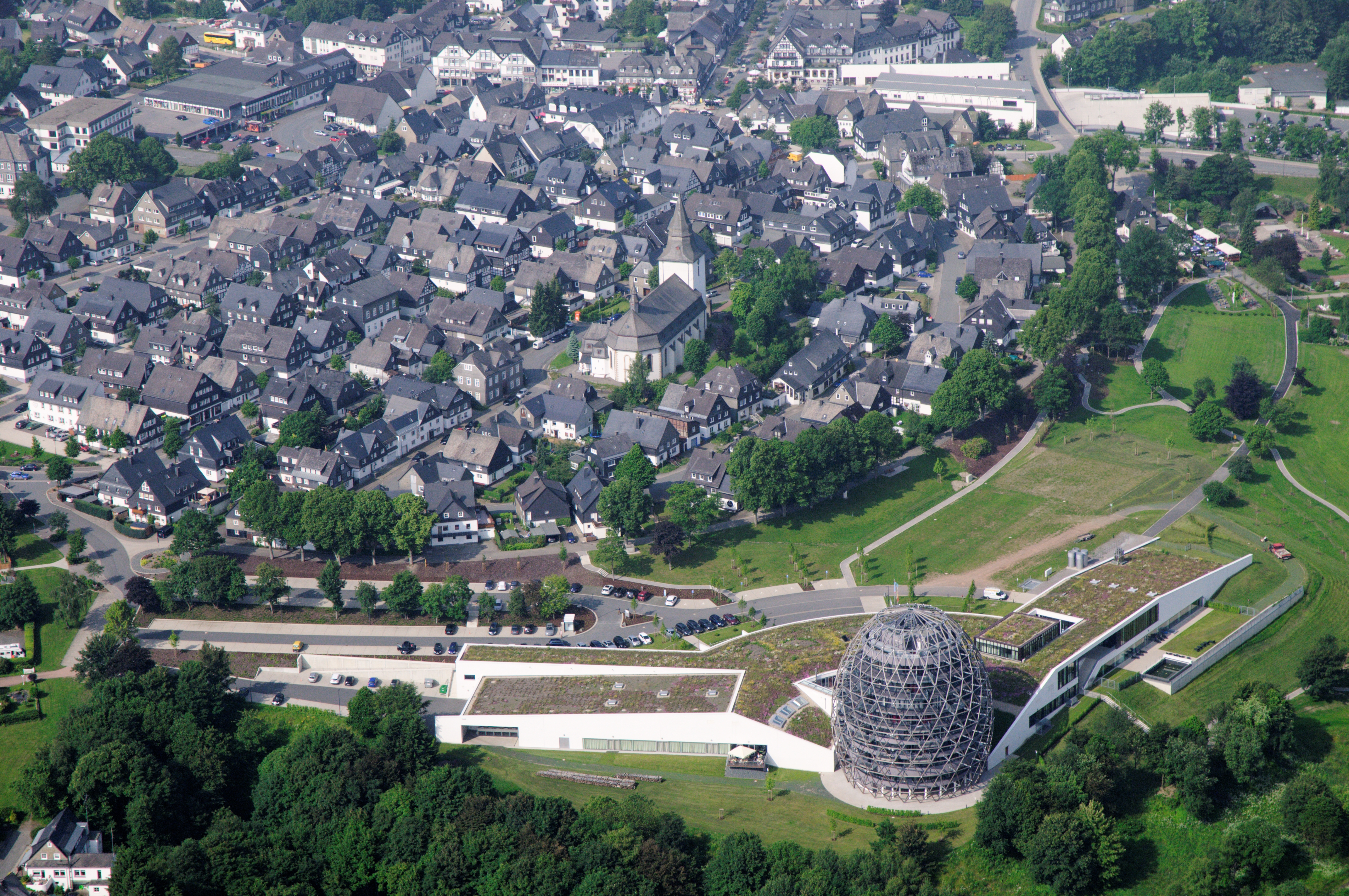
ヴィンターベルクの旧市街を見下ろす高台に立てられたホテル

1906年の鉄道開通後、ほぼ同時期に始まったウィンタースポーツは、長く続いた住民の生活基盤を根底から変革した。この頃から人口も増加した。ヴィンターベルクには、1934年にはホテル 6軒、旅館 7軒、ペンションが 12軒あったのだが、1967年にはホテル 20軒、旅館 12軒、ペンション 40軒と増加した。1993年には、市区部を含むヴィンターベルク市内で宿泊業者やペンションが 652軒営業していた。現在ヴィンターベルク市は北西ドイツで最も重要なウィンタースポーツ都市であり、保養・観光業がヴィンターベルク住民の主要な収入源となっている。
1960年頃の雪の状態が良い日には、住民1人あたり10人のウィンタースポーツ客が訪れた。1965年の公式な延べ宿泊数は、353,324泊であった。1993年には市域全体でこの数値は増加し、100万を超えるまでになった。

### 経済分野の比率
1961年には、1698人の就労者のうち、農林業に 15.5 %、製造業（このうち 12 % が建設業）に 35.1 %、商業および交通業に 14.1 %、その他のサービス業（特に観光業）に 34.6 % が従事していた。市街への通勤者はわずか 6 % であった。農林業や製造業が、ブリーロン郡（当時）の他の市町村と比べかなり低く、ほとんどが観光業に従事していた。このため観光業は平均以上の比率を示した。
1994年の研究では、就労者の 50 % 以上が観光業分野に従事していた。全就労者の 65 % がサービス業（商業、交通業、その他のサービス業）に従事していた。ホーホザウアーラント郡のこの分野の平均は 47.5 % であった。
確かに観光業は主要な収入源ではあるが、1つの経済分野に非常に強く焦点を当てることは欠点となる可能性がある。雪の状態が良くない場合、訪問者数に不利に働く。製造業の衰退によって観光業への依存が強まった。1965年には、木工業者が1社、金属加工業者が2社、繊維業者が2社、建設業者が5社あり、あわせて 400人が働いていた。このうち、ヴィンターベルガー・シュラウベン・ウント・ノームタイレ G.m.b.H. とトリコターゲンファブリーク・フリッツ・フォン・デア・ヘルムは生産を停止した。
観光業への依存を軽減するために、経済振興会が市政において重要な役割を担っている。自治体再編後、産業地区「レメスヴィーゼ」が供用開始された。これは、中核市区から企業を移転させ、新たに設立させるための土地を創出することを意図していた。合併した町村の住民は必ずしも好意的ではなかった。彼らは、自分たちの地区からも企業が移転していまい、単なるベッドタウンになってしまうことを危惧した。

### 交通

#### 道路交通
ヴィンターベルクは、少なくともその一部は、ケルン - ライプツィヒの街道とゾースト - フランクフルト・アム・マインの街道の2本の中世の街道が交差する地点に形成された。この街道は、市域西部の2本の主要交通路にあたる。すなわち、ヴィンターベルクから北にニーダースフェルトを経由してオルスベルクに至る連邦道 B480号線と、シュマレンベルクからヴィンターベルクに入って南に折れ、チュッシェンやハレンベルク方面に通じる連邦道 B236号線である。その西で、両道路の共通区間はヘルロートンネルを通ってヴィンターベルガー・バイパス道路となり、B236号線は内市街の真下をヴァルテンベルクトンネルで通過することで通過交通車輌はこの街を迂回することができる。
州道 L742号線は、B480号線の副次道路で、ジルバッハやジートリングハウゼンを中核市区やオルスベルクに結びつけている。L542号線は、ルール川の水源近くで B480号線と合流し、東部地区からキュステルベルクやメーデバッハへの重要な接続道路となっている。L640号線は B236号線から分岐しており、カーラー・アステンの北北東を起点として、ヴェストフェルトを経由してオーバーキルヒェンに通じている。L640号線の副次道路である短い L540号線は、カーラー・アステンで終わっている。もう一つの副次道路である郡道 K4133号線はアルトアステンベルクへ、さらにノルデナウを経由してオーバーキルヒェンへ伸びている。K4130号線は駅の北を通ってエルケリングハウゼン方面へ、そこからさらにキュステルベルクへ向かう。K4129号線はグレーネバッハを B480号線に接続している。市道38号線はヘーエンドルフ・レネプレッツェと B236号線とを結んでいる。

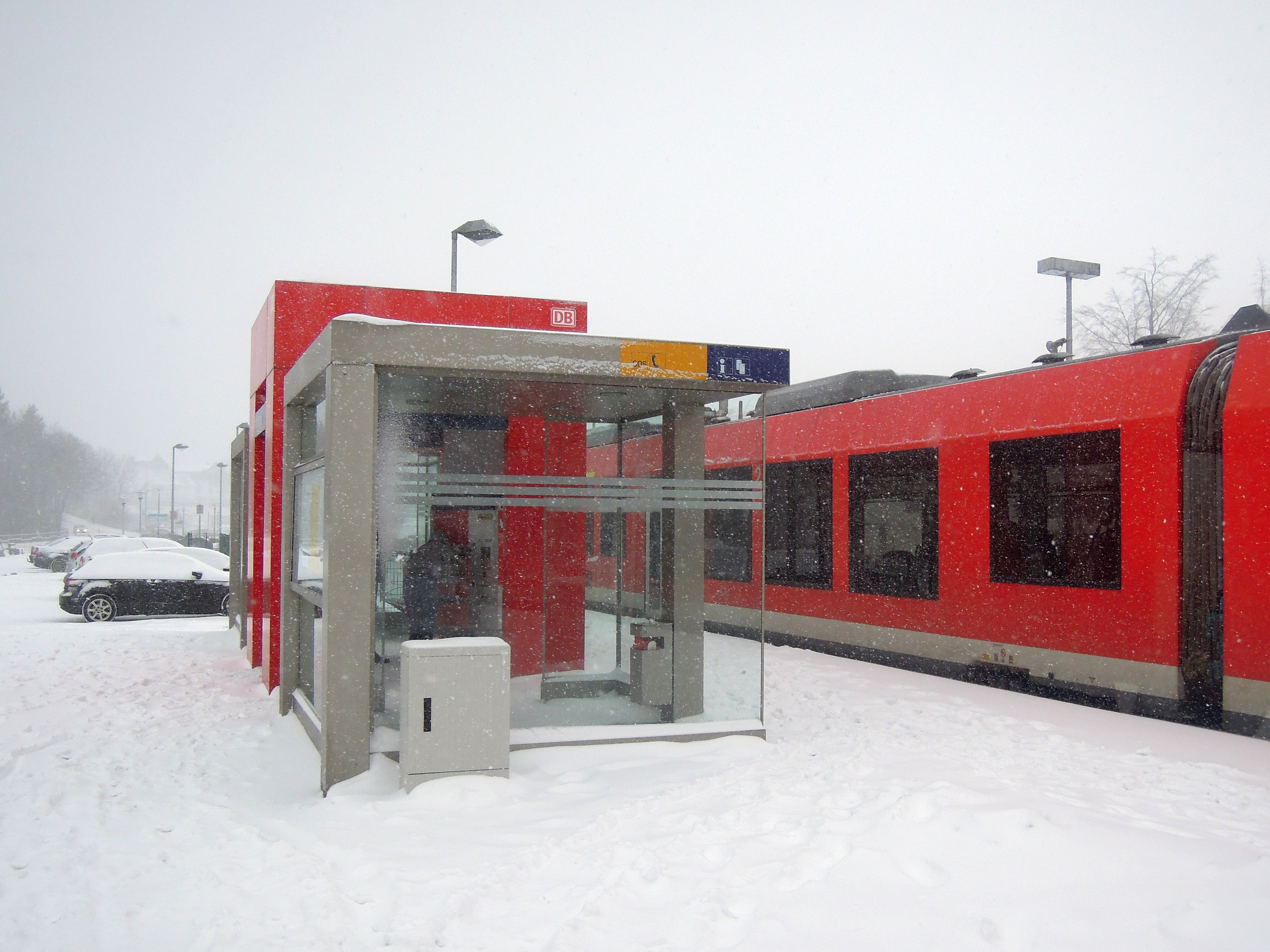
ヴィンターベルク駅

#### 鉄道交通
本市が鉄道ヌットラー - フランケンベルク線で結ばれたのは1906年であった。ヴィンターベルクとアレンドルフとの間の営業は1966年から廃止されている。この路線廃止以降、ベストヴィヒ - ヴィンターベルク区間は、オーベラー・ルールタール鉄道（ハーゲン中央駅 - ヴァールブルク、一部はカッセルまで直通）の支線となっている。ドイツ鉄道はヴィンターベルクを終点として RE 57（ドルトムント＝ザウアーラント＝エクスプレス）を運行している。ハーゲンからは1時間間隔、ヴァールブルク/カッセルからは2時間間隔の列車にベストヴィヒで乗り換える。ヴィンターベルクには平日6本、土曜・日曜には12本の列車が到着する。ウィンタースポーツ・シーズンには、特にライン＝ルール地域から特別列車が運行される。

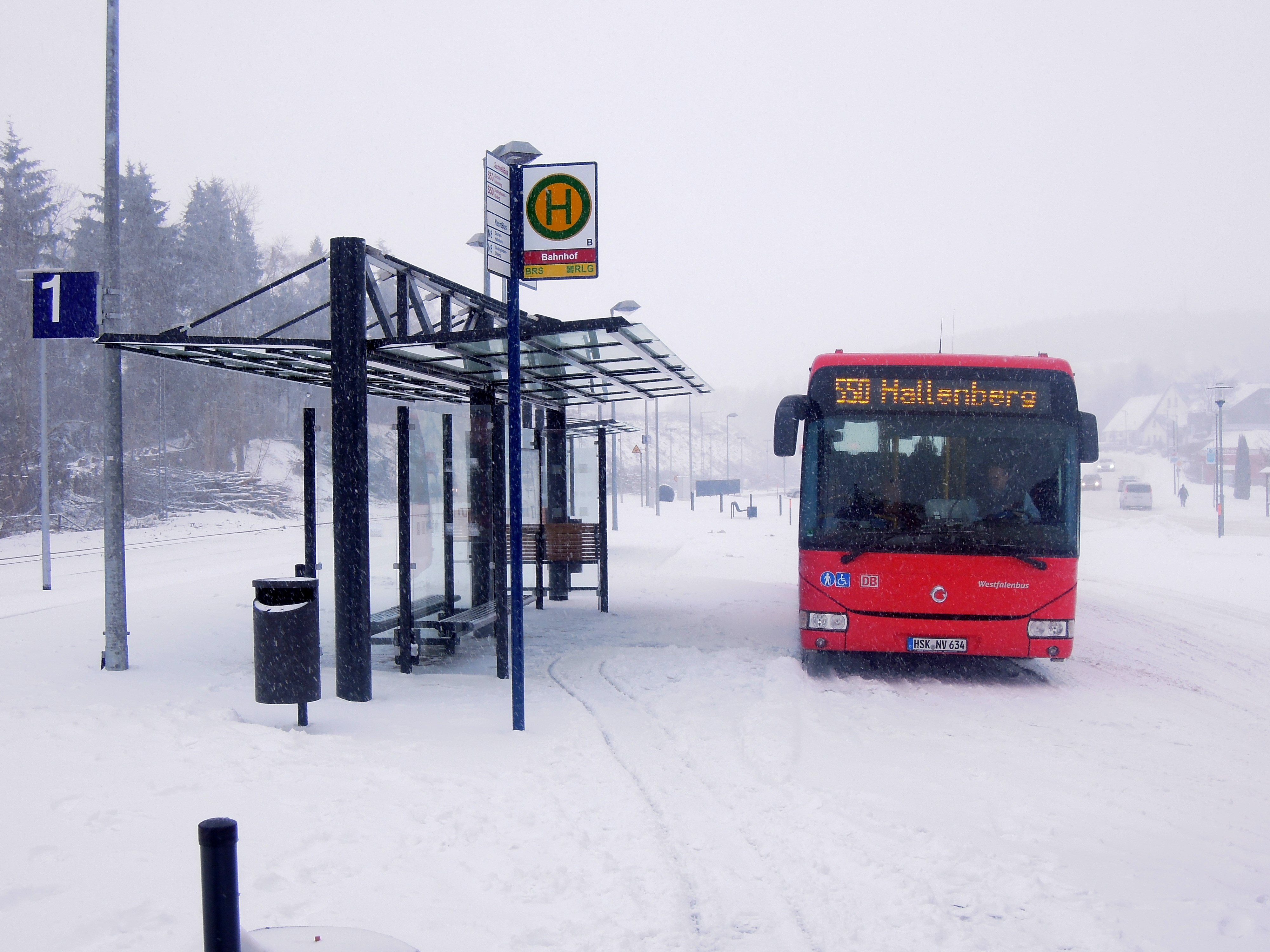
ヴィンターベルク駅のドイツ鉄道のバス

歴史的な駅舎は、2014年に取り壊された。

#### バス交通
地方バスと鉄道バスが中核市区といくつかの市区や隣接市町村とを結んでいる。たとえば、RLG 地方交通ルール＝リッペ GmbH は高速バス路線 S40 を運行している。これは、1時間ごとにヴィンターベルク駅から5分でスキー場、さらにシュマレンベルクに向けて運行している。鉄道バスは、オルスベルク、メーデバッハ、ハレンベルク、バート・ベルレブルク行きが運行している。2013年から市街バス路線の内市街網が整備され、電動バスで運行されている。

#### 航空交通
最寄りの飛行場は、アレンドルフ/エーダー飛行場（約 26 km）とメシェデ＝シューレン飛行場（約 33 km）である。パーダーボルン/リップシュタット空港は約 53 km、ドルトムント空港は約 110 km、フランクフルト・アム・マイン空港およびケルン/ボン空港はそれぞれ約 150 km の距離にある。

### メディア
ヴィンターベルクで最も重要な日刊紙はヴェストファーレンポストである。この他に広範な地元広告を含むフリーペーパー「ザウアーラントクリアー」が週2回各戸に配布される。市町村再編後、市全域の情報や市行政当局からの広報を掲載した「ミットタイルングスブラット・フュア・ディー・シュタット・ヴィンターベルク」が隔週で刊行されている。
ローカルラジオ局としては、ラジオ・ザウアーラントが放送を行っている。ヴィンターベルクを管轄する西部ドイツ放送 (WDR) のテレビ・ラジオスタジオは、ジーゲンの WDR-シュトゥーディオである。ラジオやテレビのためにヴィンターベルク地域およびヴィトゲンシュタイナー・ラントを担当する地方駐在員が存在する。カーラー・アステンの測候所の下に、WDR-駐在員事務所がある。

### 公共機関
中核市区には様々な機関が存在する。市は青年の家「エディト＝シュタイン＝ハウス」を運営している。また、2012年4月末までは屋内プールを併設した屋外プールも運営していた。州の機関としては、ヴィンターターベルク警察派出所がある。消防団は、消火活動と救命活動を行う。消防団は、12の消防隊または消防班からなる。

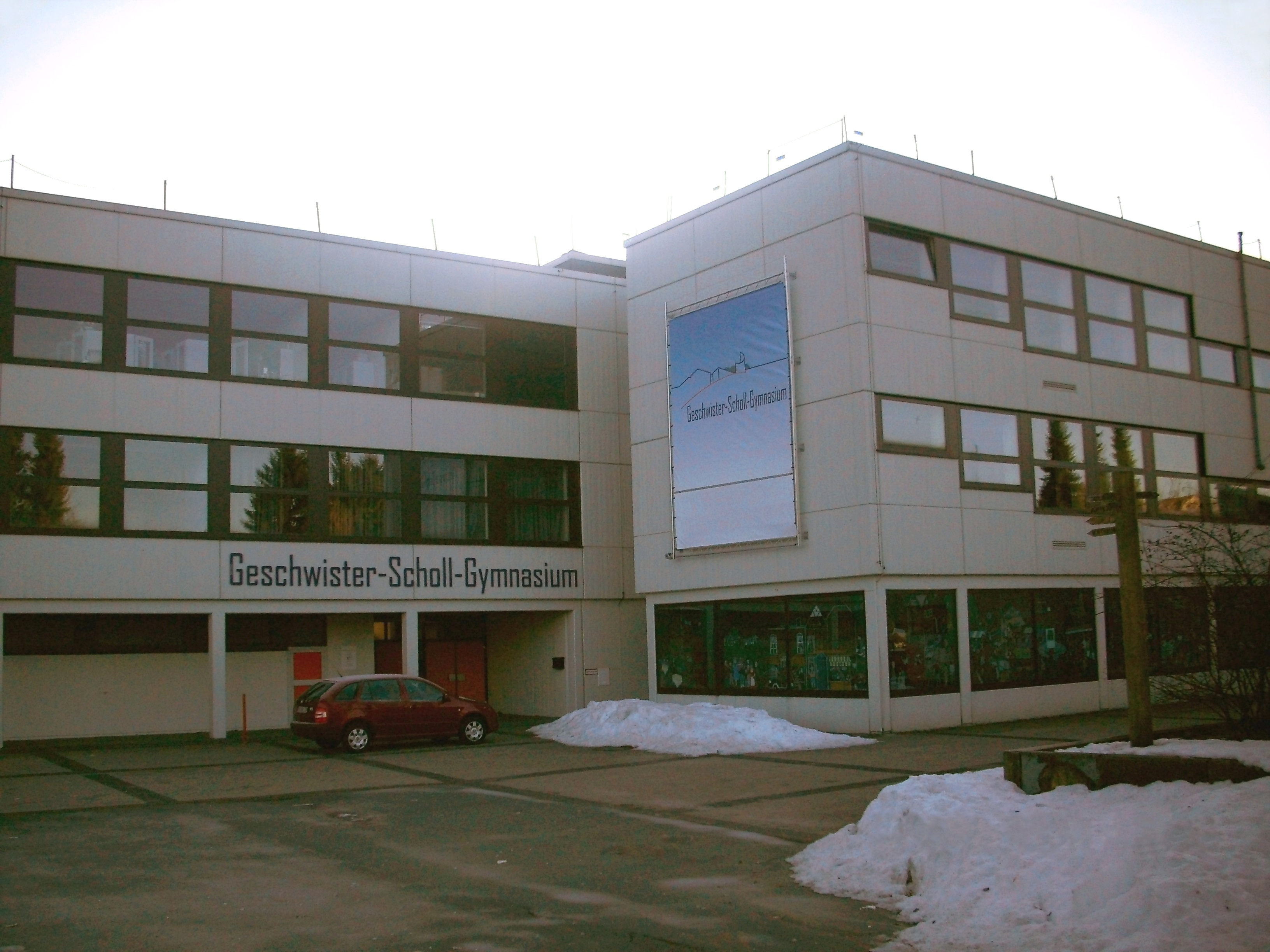
ゲシュヴィスター＝ショル＝ギムナジウム

### 教育
ヴィンターベルクの学校教師については、1648年に初めて記録されている。彼は市の公務員であり、毎年復活祭の頃に任期を延長する必要があった。わずかな収入を改善するために、彼は教会の聖具係やオルガニストを務めた。また、学校が休みで閉鎖されている期間には商売も行っていた。一年を通して学生の指導を行うために、1700年頃に市議会は教員の給料を大幅に増額することを決定した。18世紀以降、男子生徒と女生徒は別のクラスに分けられ、それぞれに男性教師と女性教師が割り当てられた。国民学校は、現在も本課程学校の生徒が学んでいる校舎に、1913年に入居した。
第一次世界大戦後、人文主義の教育プランに基づく2学年の施設「レクトラーツシューレ」が開校した。上級学年はしばしば、アッテンドルンのギムナジウムに進学し、アビトゥーアを修得した。1930年代以降、学生たちはアビトゥーア修得のためにはブリーロンへ行くことが多くなった。1937年以降、男子学生と女学生が共学となり、1939年から5学年のオーバーシューレとなった。1949年には6学年に拡張され、プロギムナジウムとなった。1965年からプロギムナジウムはギムナジウムに改編され、上級学年がヴィンターベルクでも学べるようになった。学校創設以来つきまとっていたスペース不足の問題は、1973年の新校舎建設によって解消された。1994年にこのギムナジウムは「ゲシュヴィスター＝ショル＝ギムナジウム」と命名された。

## 人物

### 出身者
- ヨハン・フリードリヒ・フォン・シュルテ（ドイツ語版、英語版）（1827年 - 1914年）法学者、法制史学者
- イェンス・ダイメル（ドイツ語版、英語版）（1972年 - ）ノルディック複合およびスキージャンプ選手
- レネ・シュピース（ドイツ語版、英語版）（1973年 - ）ボブスレー選手
- シュテファン・ピーパー（ドイツ語版、英語版）（1982年 - ）スキージャンプ選手
- コリナ・マルティーニ（ドイツ語版、英語版）（1985年 - ）女子リュージュ選手

### ゆかりの人物
- アルベール2世（1958年 - ）モナコ大公
- イェルク・カッヒェルマン（ドイツ語版、英語版）（1958年 - ）テレビ司会者、気象解説者
- シュテファン・ラープ（1966年 - ）テレビ司会者、ミュージシャン
- サンドラ・キリアシス（ドイツ語版、英語版）（1975年 - ）女子ボブスレー選手、トリノ・オリンピック金メダリスト
- ゼバスティアン・ハウプト（ドイツ語版、英語版）（1985年 - ）スケルトン選手

## 関連資料

### 書籍
- Wilhelm Benkert (1911). Wirtschaftsgeographische Verhältnisse, Volksdichte und Siedlungskunde der Ederkopf-Winterberg-Plattform. Marburg: Dissertation
- Hugo Cramer (1955). Der Landkreis Brilon im zweiten Weltkriege 1939–1945 – Erlebnisberichte vieler Mitarbeiter aus dem ganzen Kreisgebiet. Bigge: Josefs-Druckerei
- Stadtsparkasse Winterberg, ed (1958). 100 Jahre Stadtsparkasse Winterberg Hoch-Sauerland. Winterberg
- Bernhard Göbel; Ferdinand Tönne; Theodor Tochtrop (1966). Das obere Sauerland. Land und Leute. Bigge
- C.F. Hagemann (1966). Winterberg – Ein Bildband aus dem heilklimatischen Kurort. Iserlohn
- Klaus Hamper (ca. 1967). Winterberg Hochsauerland. Landschaft Geschichte Brauchtum. Winterberg
- Statistische Rundschau für den Landkreis Brilon. Düsseldorf. (1967)
- Josef Quick (1983). Winterberg im Wandel der Jahrhunderte. Winterberg
- Carl Haase (1984). Die Entstehung der westfälischen Städte (4. Auflage ed.). Münster: Aschendorff. ISBN 978-3-402-05867-1
- Paul Aust (1992). Winterberg in der ersten Hälfte des 19. Jahrhunderts. Nach der Stadtchronik von Pfarrer Joseph Quick. De Fitterkiste. 4. pp. 9-63
- Elisabeth Hanschmidt; Paul Aust (1992). Winterberg. Westfälische Kunststätten. 64. Münster
- Gerhard Becker (1996). Reizvolles Winterberg mit seinen Dörfern. Ein Streifzug mit dem Zeichenstift durch die höchste Stadt Nordwestdeutschlands von Gerhard Becker mit Texten von Paul Aust. Winterberg: Kräling. ISBN 978-3-9803156-4-7
- Michael Gerhardts (1996). Winterberg und seine Dörfer am Kahlen Asten. Erholungslandschaft im (Hoch-)Sauerland. Köln: Josefs-Gesellschaft. ISBN 978-3-925680-22-9
- Nikolaus Schäfer (1998). Geschichte der Marken um Winterberg. Günninghausen, Haarfeld, Merleheim, Wernsdorf. Medebach
- Heimat- und Geschichtsverein Winterberg e.V., ed. De Fitterkiste – Geschichten aus Winterberg und seinen Dörfern. Winterberg

### ウェブ
- “Kommunalprofil Winterberg, Stadt” (PDF).   Information und Technik Nordrhein-Westfalen (IT.NRW) (2017年5月31日). 2018年5月29日閲覧。

### 訳注
1. ↑  ノルディック長距離スキー用の溝が切られたコース